# 말씀의 향기
《말씀의 향기》는 대한민국의 방송국 기독교방송의 라디오 채널 CBS 표준FM에서 매주 일요일 오전 8시 30분 ~ 오전 9시까지 방송하는 라디오 프로그램이다. 목사의 설교를 들려준다.

## 담당 목사
- 남포교회 박영선 목사

## 같이 보기
- CBS 표준FM

| CBS 표준FM                    |                          |                          |
| 이전                          | 말씀의 향기 (일)         | 다음                     |
| 크리스천 매거진 (일)          | 말씀의 향기 (일)         | 교회 가는 길 (일)        |
| 오전 7시 40분 ~ 오전 8시 30분 | 오전 8시 35분 ~ 오전 9시 | 오전 9시 5분 ~ 오전 11시 |
|                               | 30분 CBS 노컷뉴스        | 정시 CBS 노컷뉴스        |